# 関俊介
関 俊介（せき しゅんすけ）は、日本の小説家。。

## 経歴・人物
1997年、『歪む教室』で角川学園小説大賞金賞を受賞し、デビュー。2012年、『ワーカー（※『絶対服従者（ワーカー）』に改題）』で第２４回日本ファンタジーノベル大賞優秀賞を受賞。。

## 作品リスト

### 単著
- 歪む教室（角川スニーカー文庫、1997年6月　ISBN 978-4044432010）
- RAIN-BELL（角川スニーカー文庫、1998年7月　ISBN 978-4044432027）
- 絶対服従者(ワーカー)（新潮社、2012年11月 ISBN 978-4103331117）
- ブレイン・ドレイン（光文社、2016年1月　ISBN 978-4334910730）
- 精密と凶暴（光文社、2021年5月 ISBN 978-4334914028）

### 雑誌・アンソロジー等
- 「地の底の熱狂」 惑星と口笛ブックス『万象ふたたび』（2021年2月）
- 「サナギ世界」惑星と口笛ブックス『万象3』（2023年12月）